# Marvel vs. Capcom 3: Fate of Two Worlds
Marvel vs. Capcom 3: Fate of Two Worlds (マーヴル VS. カプコン 3 フェイト オブ トゥー ワールド Māvuru bāsasu Kapukon Surī: Feito obu Tū Wārudo?, «Marvel vs. Capcom 3: Destino de dos mundos») es un videojuego de peleas que cruza a los personajes de los videojuegos de Capcom y los cómics de Marvel, fue desarrollado y publicado por Capcom a finales de 2011. Es la quinta entrega de la serie Marvel vs. Capcom.
El juego es producido y dirigido por Ryota Niitsuma (quien previamente había trabajado en Tatsunoko vs. Capcom). Posee el mismo ritmo rápido, la mecánica de lucha over-the-top de los juegos anteriores de la serie; antes de cada combate se deberán escoger 3 personajes de roster y un tipo de asistencia para cada uno. Se agregaron nuevos métodos de juego diseñados para que sea mucho más accesible a nuevos jugadores, como la eliminación del concepto de golpes y patadas para implementar únicamente 3 ataques (Ligero, medio y pesado) así como dos botones para pedir refuerzos de tus compañeros y uno Especial que mandará a tus oponentes por los aires, este último permite ejecutar cadenas de golpes con mucha más facilidad.
Salió a la venta en el mismo mes de febrero de 2011 para América el 15, Japón el 17 y Europa el 18. Tuvo críticas en lo general positivas, pero se criticó que podía llegar a ser algo caótico debido a sus nuevos sistemas de combate, lo cual dificultaría a los jugadores nuevos en el género el poder jugar en línea, cosa que terminó siendo lo opuesto de lo realmente buscado por los creadores del juego; también que las decisiones del roster eran algo cuestionables, por sustituir personajes icónicos como Mega Man o Venom por algunos muy poco conocidos, o con falta de carisma.
Este fue el primer título de la Saga que ya no fue puesta para las Arcade tradicionales, sino que fue comercializada directamente para las consolas PlayStation 3 y Xbox 360.

## Argumento
El Doctor Doom ha congregado a los más grandes villanos del universo Marvel, y han unido fuerzas con Albert Wesker (perteneciente al universo Capcom), con el fin de juntar sus respectivos universos en un esfuerzo para conquistar ambos. Sin embargo, esta unión despierta una gran y poderosa amenaza que podría destruir ambos mundos. Esto pone en acción a los héroes de Marvel y Capcom para detener este mal antes de que sea demasiado tarde.

## Jugabilidad
Marvel vs. Capcom 3 es un juego de lucha en el que dos jugadores pueden competir en la batalla, con los personajes y sus propios estilos de lucha únicos y ataques especiales. El juego cuenta con la característica de un mismo equipo basado en turnos, como las anteriores entregas de la serie, donde cada jugador escoge tres personajes que se pueden intercambiar en cualquier momento durante una partida, y utiliza una selección de órdenes llamado "Evolved Vs. Fighting System" ("sistema de pelea versus evolucionado"), una versión modificada de los sistemas antes vistos en otros Marvel vs. Capcom y Capcom vs. SNK. Este el primer juego de la franquicia en ofrecer modelos de los personajes en tres dimensiones, en lugar de sprites en dos dimensiones, aunque el juego sigue limitado en esto último, permitiendo a los personajes que se muevan sólo hacia atrás, adelante o arriba, cuando están en el aire.
A diferencia de Marvel vs. Capcom 2, que contó con cuatro botones de ataque separados como dos pares de golpes de alta resistencia, baja y patadas, Marvel vs. Capcom 3 utiliza un procedimiento simplificado, el esquema de control de tres botones que son ataques de bajo, medio, alto y modelado. Después de Tatsunoko vs. Capcom, que Capcom cree que va a "derribar el muro de controles complicados y abrir el campo de la lucha estratégica a todos los interesados", así como un nuevo "cambio" que con un solo botón el jugador puede hacer que el personaje esté en el aire, cambiar de personaje en el transcurso de un combo, y el golpe del oponente en el suelo cuando es utilizado por ciertos personajes.
Los jugadores pueden usar cada botón para encadenar combinaciones de ataques, así como realizar movimientos especiales usando una combinación de pulsaciones de botón y movimiento de joystick. Con los ataques del personaje, su medidor especial se llena de energía, la cual puede ser usada por el jugador para ejecutar potentes Hyper Combos y combinaciones de equipo que involucran a múltiples personajes. El juego cuenta con un "Modo simple" que permite a los jugadores realizar combos y movimientos especiales fácilmente a costa de limitar el moveset de un personaje. El juego también incluye un "Modo misión", que presenta retos específicos para cada personaje, orientados a ayudar a los jugadores a explorar el sistema de control normal y prepararlos para jugar contra otras personas.
El juego cuenta con el clásico "Modo Arcade", para un jugador que será más robusto que sus predecesores. Los jugadores podrán usar su equipo de tres personajes para derrotar a una serie de oponentes controlados por la IA antes de luchar contra el jefe final del juego, Galactus; cada personaje tiene su propio final especial, que se obtiene al completar el "Modo Arcade". Marvel ha declarado que es "todo acerca de fan service. El autor de cómic Frank Tieri escribió la historia, el diálogo, y los finales para el juego. El juego incluye un "Modo en línea" que usa los servicios Xbox Live y PlayStation Network. Cuando comienza una partida en línea, los jugadores pueden consultar una "tarjeta de licencia" del oponente, la cual sirve para hacer un seguimiento de los jugadores en función de su estilo de lucha, lo que está determinado por cinco categorías: estabilidad, tipo básico, defensa básica, ofensiva avanzada, y defensa avanzada. También registran los puntos del jugador y el número total de victorias y derrotas, y permite a los jugadores ver los puntos positivos y negativos de sus estilos de juego.

## Personajes
El juego incluye nuevos y antiguos personajes de la serie Marvel vs. Capcom, con el acompañamiento de obras de arte realizadas por el artista de promoción de Capcom, Shinkiro. La lista final consta de 36 personajes, de los cuales 2 están disponibles como contenido descargable, formando un total de 38 si el jugador desea adquirirlos. Subrayados, los que debutan en la franquicia de Versus de Capcom, y en cursiva, personajes descargables.
| Marvel Comics   | Marvel Comics   | Marvel Comics               | Capcom            | Capcom            | Capcom                      |
| Personaje       | Serie de origen | Debut en la saga            | Personaje         | Serie de origen   | Debut en la saga            |
| --------------- | --------------- | --------------------------- | ----------------- | ----------------- | --------------------------- |
| Captain América | The Avengers    | Marvel Super Heroes         | Akuma/Gouki       | Street Fighter    | X-Men: Children of the Atom |
| Deadpool        | X-Men           | Marvel vs. Capcom 3         | Amaterasu         | Okami             | Marvel vs. Capcom 3         |
| Doctor Doom     | Fantastic Four  | Marvel Super Heroes         | Albert Wesker     | Resident Evil     | Marvel vs. Capcom 3         |
| Dormammu        | Doctor Strange  | Marvel vs. Capcom 3         | Arthur1           | Ghosts 'n Goblins | Marvel vs. Capcom           |
| Hulk            | The Avengers    | Marvel Super Heroes         | Chris Redfield    | Resident Evil     | Marvel vs. Capcom 3         |
| Iron Man        | The Avengers    | Marvel Super Heroes         | Chun-Li           | Street Fighter    | X-Men vs. Street Fighter    |
| Magneto         | X-Men           | X-Men: Children of the Atom | Crimson Viper     | Street Fighter    | Marvel vs. Capcom 3         |
| M.O.D.O.K.      | The Avengers    | Marvel vs. Capcom 3         | Dante Sparda      | Devil May Cry     | Marvel vs. Capcom 3         |
| Phoenix         | X-Men           | Marvel vs. Capcom 3         | Felicia           | Darkstalkers      | Marvel vs. Capcom 2         |
| Sentinel        | X-Men           | X-Men: Children of the Atom | Hsien-Ko/Lei Lei  | Darkstalkers      | Marvel vs. Capcom 3         |
| She-Hulk        | The Avengers    | Marvel vs. Capcom 3         | Jill Valentine    | Resident Evil     | Marvel vs. Capcom 2         |
| Shuma Gorath    | Doctor Strange  | Marvel Super Heroes         | Mike Haggar       | Final Fight       | Marvel vs. Capcom 3         |
| Spider-Man      | Spider-Man      | Marvel Super Heroes         | Morrigan Aensland | Darkstalkers      | Marvel vs. Capcom           |
| Storm           | X-Men           | X-Men: Children of the Atom | Nathan Spencer    | Bionic Commando   | Marvel vs. Capcom 3         |
| Super-Skrull    | Fantastic Four  | Marvel vs. Capcom 3         | Ryu               | Street Fighter    | X-Men vs. Street Fighter    |
| Taskmaster      | The Avengers    | Marvel vs. Capcom 3         | Trish             | Devil May Cry     | Marvel vs. Capcom 3         |
| Thor1           | The Avengers    | Marvel vs. Capcom           | Tron Bonne        | Mega Man Legends  | Marvel vs. Capcom 2         |
| Wolverine       | X-Men           | X-Men: Children of the Atom | Viewtiful Joe2    | Viewtiful Joe     | Tatsunoko vs. Capcom        |
| X-23            | X-Men           | Marvel vs. Capcom 3         | Zero2             | Mega Man X        | SVC Chaos                   |
| Jefe final      |                 |                             |                   |                   |                             |
| Galactus        | Galactus        | Galactus                    | Fantastic Four    | Fantastic Four    | Fantastic Four              |

1) Thor y Arthur debutan como personajes jugables, habiendo aparecido como Asistentes Especiales en el juego Marvel vs. Capcom: Clash of Super Heroes
2) Personajes que debutaron en otros vs. de Capcom, pero que hacen primera aparición en la saga Marvel vs. Capcom

### Personajes ausentes
Los personajes confirmados por Niitsuma que no podrán aparecer en Marvel vs. Capcom 3 incluye a los monstruos Tyrant y Nemesis de la serie Resident Evil, ya que su inclusión haría el cambio de clasificación del juego, así como los miembros principales de los Cuatro fantásticos de Marvel, que fueron excluidos porque capcom no pudo adquirir sus licencias de prestaciones. Niitsuma originalmente tenía planeado incluir a Silver Surfer, pero el equipo no pudo encontrar un modo de incorporar su tabla de surf en el motor de lucha: tenían pensado incluirlo sin su tabla, pero ellos dijeron que se vería muy similar a Iceman. Frank West, protagonista del videojuego Dead Rising, que previamente hizo una aparición jugable en Tatsunoko vs. Capcom está ausente debido a que sus movimientos causaban que el juego sufriera una desaceleración muy mala. Strider Hiryu también está ausente por problemas legales con su compañía de manga. Ghost Rider fue planeado en aparecer pero quedó ausente debido a que el equipo de Capcom tenía problemas para programar su motocicleta en el juego. Mega Man fue el personaje que más brilló por su ausencia, en lugar de él está Zero para representar la franquicia, por el hecho de que Zero tiene movimientos más variados. Niitsuma también dijo que los personajes originales de Marvel vs. Capcom 2 como Amingo y Ruby Heart no aparecerían. Sin embargo, muchos de estos personajes fueron incluidos luego en la actualización del juego (ver más abajo)

## Desarrollo
Marvel vs. Capcom 3 fue anunciado en una prensa de Capcom en Hawái en abril de 2010. Fue revelado que el juego ha estado en desarrollo desde el verano del 2008, cuando Capcom adquirió la licencia de Marvel después de un periodo de cuestiones jurídicas, aunque de primero en otras entrevistas había llegado a decir el productor que otras de las razones por la que no quisieron sacar el juego en ese mismo año fue que él llegó a darse cuenta del gran éxito que estaba pasando Street Fighter IV, y pensó que no era conveniente sacar el juego en ese mismo año ya que no quería que entrará en competencia con este[cita requerida]. Ryota Niitsuma, quien había dirigido previamente la producción de Tatsunoko vs. Capcom, firma como el director y productor del nuevo juego, ya que fue quien le dio "luz verde" después de años y años de incesante demanda. Niitsuma declaró que el juego se construyó desde cero, utilizando el motor de juego MT Framework, el mismo motor de juego visto en otros juegos de Capcom como Resident Evil 5 y Lost Planet 2, que él describe como "el motor más grande que un juego de lucha ha tenido bajo el capó".
La filosofía de diseño de Marvel vs. Capcom 3 era hacer un juego que llegara a los que han sido fans de toda la época de la serie, pero al mismo tiempo, ampliar su base de usuarios a los que pueden estar familiarizados con los personajes representados, pero no con los juegos de lucha en general. En particular, el expresidente de la compañía Keiji Inafune expresó su deseo de atraer a una audiencia mundial.
Una edición especial del juego también está disponible, que incluye una caja metálica, un libro de arte como prólogo de un cómic de 12 páginas escrito por Tieri, la suscripción de 1 mes para Marvel Digital Comics, y los códigos canjeables para descargar gratuitamente a los personajes Jill Valentine y Shuma-Gorath, que están disponibles desde el 15 de marzo del 2011. Ryota Niitsuma dijo que la demanda de los seguidores podría afectar el futuro DLC. Sin embargo, Capcom no limitará sus futuros DLC de personajes solamente, también anunció trajes que están disponibles desde el 1 de marzo de 2011 por $ 5 USD en PSN y 400 puntos Microsoft en Xbox Live. El primer paquete contiene trajes para Ryu, Thor, Dante, Iron Man, Chris Redfield y Captain América; además, el lanzamiento de este paquete coincide con el del "Modo sombra". El 22 de marzo de 2011, salió una actualización del juego para corregir algunos errores y equilibrar algunos personajes: Sentinel, Akuma, Spencer y Haggar, entre otros. El 25 de marzo salió un parche para activar el "Modo evento". El segundo paquete del "Modo sombra" fue lanzado el 29 de marzo de 2011; a diferencia del primero, este cuesta 80 puntos Microsoft y $ 1 USD en la PlayStation Network, y desbloquea tres nuevos adversarios de IA.[cita requerida]

## Recepción
En el E3 2010, el juego fue galardonado en el Game Critics Awards en la categoría de Mejor Juego de Lucha. También ganó el premio al Mejor Juego de Lucha en IGN, 1UP.com, X-Play, GamesRadar y G4.
GamesMaster dio al juego una puntuación de 90%, llamándolo "El juego de lucha en 2D más explosivo que el mundo haya visto". IGN le dio al juego una puntuación de 8,5 y el premio "Editor's Choice", alabando lo equilibrado del juego y la profundidad, pero crítica la falta de extras en comparación con los últimos juegos de lucha de Capcom. GamesRadar dio al juego un 9/10, llamándolo un "digno sucesor de Marvel vs. Capcom 2". PSM3 dio al juego una puntuación de 79%, criticando que el estilo caótico del juego hace que sea difícil para los jugadores ocasionales de jugar el juego.

## Ultimate Marvel vs. Capcom 3
Ultimate Marvel vs. Capcom 3 incluye los 36 personajes originales de Marvel vs. Capcom 3: Fate of Two Worlds, así como 12 luchadores nuevos. Los dos previos personajes descargables siguen estando disponibles a través de contenido descargable. Los siguientes personajes son exclusivos de la versión Ultimate. En esta versión el jefe final del juego Galactus será un personaje jugable en un modo especial. Subrayados, los que debutan en la franquicia de Versus de Capcom.
| Marvel Comics  | Marvel Comics           | Marvel Comics                | Capcom         | Capcom            | Capcom                       |
| Personaje      | Serie de origen         | Debut en la saga             | Personaje      | Serie de origen   | Debut en la saga             |
| -------------- | ----------------------- | ---------------------------- | -------------- | ----------------- | ---------------------------- |
| Doctor Strange | Doctor Strange          | Ultimate Marvel vs. Capcom 3 | Firebrand1     | Ghosts 'n Goblins | SVC Chaos                    |
| Ghost Rider    | Ghost Rider             | Ultimate Marvel vs. Capcom 3 | Frank West1    | Dead rising       | Tatsunoko vs. Capcom         |
| Hawkeye        | The Avengers            | Ultimate Marvel vs. Capcom 3 | Nemesis T-Type | Resident Evil     | Ultimate Marvel vs. Capcom 3 |
| Iron Fist      | Heroes for Hire         | Ultimate Marvel vs. Capcom 3 | Phoenix Wright | Ace Attorney      | Ultimate Marvel vs. Capcom 3 |
| Nova           | Guardians of the galaxy | Ultimate Marvel vs. Capcom 3 | Strider Hiryu  | Strider           | Marvel vs. Capcom            |
| Rocket Raccoon | Guardians of the galaxy | Ultimate Marvel vs. Capcom 3 | Vergil Sparda  | Devil May Cry     | Ultimate Marvel vs. Capcom 3 |

1) Personajes que debutaron en otros vs. de Capcom, pero que hacen primera aparición en la saga Marvel vs. Capcom